# ぼっけえ、きょうてえ
『ぼっけえ、きょうてえ』は、岩井志麻子の短編小説。第6回日本ホラー小説大賞受賞作。またそれを表題作とする短編集(ISBN 4-04-873194-7)。

## 概要
岡山の遊廓で客をとる容姿の醜い女郎が、客に自らの身の上話を聞かせるが、それは世にも恐ろしい話であった。岡山の方言を駆使し恐怖感を高めることに成功している。題は、岡山弁で「とても怖い」を意味する言葉。
四作収録されており、「ぼっけぇ、きょうてぇ」の他に「密告函」「あまぞわい」「依って件(くだん)の如し」がある。
どの作品も、心霊現象や妖怪の話ではなく、人間に潜む狂気さや残忍さを描いている。共通して、現代は舞台とされておらず、明治時代、大正時代が舞台。
なおこの作品が収められた同名の短編集（角川書店刊）は第13回山本周五郎賞を受賞。
本の表紙には甲斐庄楠音の「横櫛」が使用されている。

## 映像化
2006年、「マスターズ・オブ・ホラー」シリーズのひとつとして三池崇史監督で映像化。脚本は天願大介。原作者の岩井志麻子も女優として出演している。ケーブルテレビ用に制作されたが、アメリカではその残酷さ故に放送中止となってしまった。日本では『インプリント〜ぼっけえ、きょうてえ〜』の題名でシアターイメージフォーラムでレイトショー公開され、テレビではWOWOWで「マスターズ・オブ・ホラー」シリーズ（第1シーズン）として放映された。